# Bunun (taal)
Bunun, ook Bunti, Vonun, Bunaans, Bubukun, Vunum, Vunun, Vunung of Bunum, is de enige Bununtaal. Deze taal wordt gesproken in Taiwan, meer bepaald in de Oost-Centrale Vlakte ten zuiden van het Taroko-taalgebied, in het district Nantou. Daarnaast zijn er nog eens 1 290 Bunun-sprekenden in China, hoewel dat niet zeker is.
Bunun wordt, naast door de Bunun, ook gesproken door de Kanakanabu en de Saaroa.
De steeds bekender wordende Taiwanese zanger Biung, een Bunun, bracht een cd uit met uitsluitend nummers in het Bunun: The Hunter. Verder is het Nieuwe Testament naar het Bunun vertaald, het resultaat verscheen in 1983 onder de naam Bahlu Sinpatumantuk Tu Patasan.

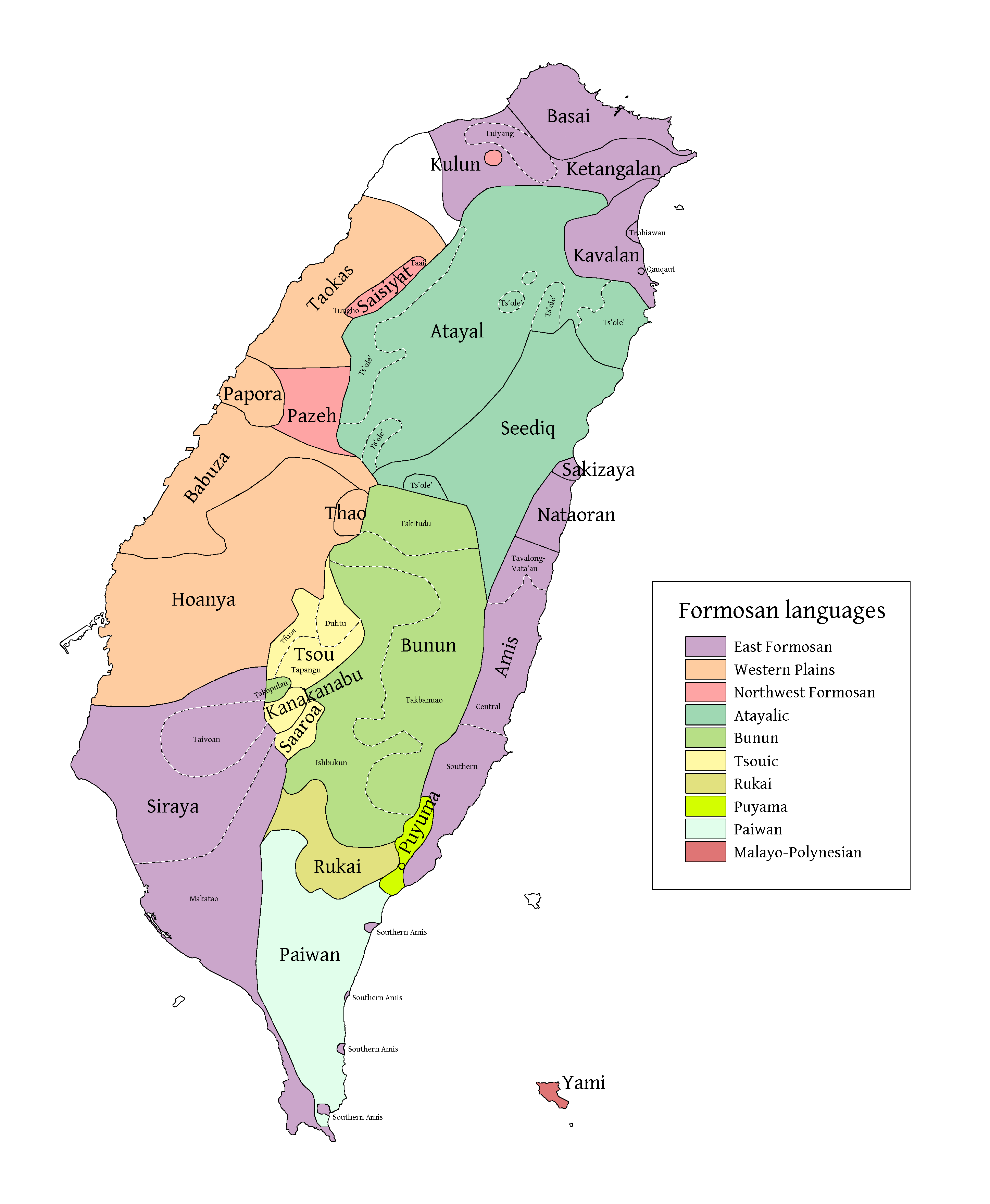
De situering van het Bunun op Taiwan (olijfgroen).

## Classificatie
- Austronesische talen (1268)
  - Bununtalen (1)
    - Bunun

## Evolutie van het aantal sprekers
- 1993: 34.000
- 2002: 37.989

Er is dus een lichte stijging waar te nemen.

## Verspreiding van de sprekers
- Taiwan: 37 989; 8de plaats, 9de volgens totaal aantal sprekers